# Boca da Mata
Boca da Mata is een gemeente in de Braziliaanse deelstaat Alagoas. De gemeente telt 26.030 inwoners (schatting 2009).